# Synbranchus
Synbranchus é um género de peixes anguiliformes da família Synbranchidae com distribuição natural restrita à América do Sul.

## Descrição
O género foi descrito pelo ictiólogo Marcus Elieser Bloch em 1975 e actualmente inclui três espécies:
- Synbranchus marmoratus (Bloch, 1795[2])
- Synbranchus lampreia (Favorito, Zanata & Assumpção, 2005[3])
- Synbranchus madeirae (Rosen & Rumney 1972[4])